# فاروق لقمان
فاروق لقمان (1935 - 27 يوليو 2019)، صحافي وكاتب سعودي من أصل يمني، أسس صحيفة «عرب نيوز» مع الأخوين هشام ومحمد علي حافظ، وتولى رئاسة تحريرها، وهي أول صحيفة سعودية ناطقة باللغة الإنجليزية، وهو صاحب العمود اليومي «عالم بلا حدود» الذي بدأ في كتابته أواخر الثمانينات من القرن العشرين في صحيفة الشرق الأوسط.
ولد فاروق لقمان في عدن جنوب اليمن، وهو ابن الكاتب والصحافي والأديب محمد علي لقمان، ووصف بأنه رائد الصحافة الأجنبية في السعودية، ومؤسس «المدرسة الصحافية الحديثة في كتابة العمود اليومي»، وأطلق عليه لقب «سندباد» الصحافة.

## حياته العلمية
درس فاروق مراحل التعليم الأولية في عدن، ثم التحق بجامعة بومباي في الهند، حيث حصل على ليسانس العلوم السياسية والتاريخ في العام 1958، ثم نال الماجستير في الصحافة من جامعة كولومبيا بالولايات المتحدة الأمريكية في العام 1962.

## سيرته المهنية
عاد فاروق لقمان إلى عدن بعد حصوله على الماجستير وعمل في دار آل لقمان المملوكة لأسرته، ومراسلا لصحف ديلي ميل ونيويورك تايمز وفايننشال تايمز وغيرها. وبعد تأميم الصحافة في بلاده مطلع السبعينيات انتقل إلى جدة في المملكة العربية السعودية، حيث أسهم مع الأخوين هشام ومحمد علي حافظ في تأسيس أول صحيفة سعودية ناطقة باللغة الإنجليزية «عرب نيوز (Arabnews)» وأمضى فيها مدة طويلة تنقل خلالها بين مختلف المناصب والمسؤوليات وصولا إلى رئاسة التحرير، كما تولى عدة مهام في مواقع أخرى تتعلق بالعمل الصحفي.

## أعماله ومناصبه
إضافة إلى مساهمته في تأسيس صحيفة «عرب نيوز» عام 1974 وتوليه إدارة تحريرها ثم رئاسة التحرير لمدة عقدين، اختير فاروق ليتولى إدارة تحرير صحيفة الاقتصادية السعودية، وبعدها عين مديرا لمركز التدريب الصحفي التابع للشركة السعودية للأبحاث والنشر، وإلى جانب ذلك كان فاروق كاتبا يوميا في صحيفة الشرق الأوسط في بدايات صدورها أواخر الثمانينات، ويحمل عموده عنوان «عالم بلا حدود»، حيث وصفته الصحيفة بأنه صاحب المدرسة الصحفية الحديثة في كتابة العمود اليومي، لاعتماده أسلوبا جديدا في إيصال المعلومة مباشرة وفق أسلوب السهل الممتنع.
وإضافة إلى «الشرق الأوسط» كتب لقمان في صحف الاقتصادية، والصباحية الدولية، والاتحاد الإماراتية، وأكتوبر والأيام اليمنيتين، كما أجرى لقاءات مع عدد كبير من القادة السياسيين ورؤساء الحكومات والمؤثرين ومنهم: أنديرا غاندي، وفرديناند ماركوس، والزعيم الفلبيني نور مسوري.
أحيل فاروق للتقاعد في العام 2012، وقد جمع خلاصة تجربته في كتب هي: عالم بلا حدود (جزآن)، وتوابل هندية، وبصمات.

## وفاته
توفي في جدة إثر متاعب صحية رافقته منذ تقاعده وزادت معاناته بعد تعرضه لجلطة دماغية عانى منها لمدة عامين قبل وفاته صباح السبت 27 يوليو 2019، ودفن في مقبرة نجد بحي الرويس في جدة.  